# Акреція (хімія атмосфери)
Акреція (англ. accretion) — у хімії атмосфери:
1. Процес, при якому частинки аерозолю зростають у розмірах
внаслідок зовнішнього приєднання до них різних хімічних речовин.
2. Прилипання частинок, що є в повітрі, до гідратних крапель (сніжинок, крапель дощу, градинок) при коагуляції під час падіння таких крапель; форма агломерації.
У метеорології — це процес накопичення замерзлої води у вигляді опадів з часом, коли вона опускається через атмосферу, особливо коли кристал криги або сніжинка потрапляє в переохолоджену крапельку, яка потім замерзає разом, збільшуючи розмір частинки води. Збір цих частинок з часом утворює сніг або град у хмарах і залежно від нижчих температур атмосфери може стати дощем, мокрим снігом або граупелем.
Акреція є основою для утворення хмар.